# フォーカス (2015年の映画)
『フォーカス』（Focus）は、2015年にアメリカ合衆国で製作されたロマンティック・コメディ・ドラマ映画。バッドサンタ脚本のグレン・フィカーラとジョン・レクアが監督・脚本を務めた。出演はウィル・スミス、マーゴット・ロビー、ロドリゴ・サントロ。

## ストーリー
犯罪グループのリーダーであり自身も凄腕の詐欺師であるニッキーは、その大胆な手口で次々と大金を手にしていた。そんなある日、彼は女詐欺師のジェスと出会う。ジェスはニッキーを騙そうと近づいたが、彼の詐欺のテクニックに魅了されてしまい、グループの一員となることを決意する。その後、ジェスはグループの一員として活動していくうちに、瞬く間に詐欺のテクニックを身につけていく。一方ニッキーは、そんな彼女と行動を共にしていくうちに、次第に彼女と惹かれあっていくのを感じていた。ところがニッキーは、そんな関係を終わらせるべく、とある大きな仕事が終わった後、ジェスの前から姿を消してしまうのであった。
それから数年後、ニッキーは一世一代の大きな仕事を行うため、とあるモーターレースチームのオーナーに近づいていた。すると、そのオーナーの隣には美しくなったジェスの姿があった。ジェスの登場によりニッキーの計画は崩れ始め、そして彼女の真の目的が明らかになる。

## キャスト
※括弧内は日本語吹替
- ニッキー - ウィル・スミス（楠大典）

詐欺師。30人いる犯罪グループのリーダー。洞察力が鋭い。ジェスにスリの極意を教える。ジェスと一度別れるが3年後に再会する。
- ジェス - マーゴット・ロビー（佐古真弓）

女詐欺師。施設で育った。ニッキーと出会い、犯罪グループに入れてもらう。次第にニッキーと惹かれあう。しかしニッキーとは一度別れる。
- ガリーガ - ロドリゴ・サントロ（三木眞一郎）

モーターレースチームのオーナー。ニッキーに仕事を依頼する。ジェスと付き合っている。嫉妬深い。
- オーウェンズ - ジェラルド・マクレイニー（坂口芳貞）

ガリーガの部下。本名はバッキー。実はニッキーの養父。このことを隠してニッキーを信用していないふりをしていた。しかし、女のことで現を抜かしたニッキーに本当に呆れることもある。
- リ・ユァン - B・D・ウォン（近藤浩徳）

ギャンブラー。ニッキーたちに近づく。
- ファハド - エイドリアン・マルティネス（桜井敏治）

窃盗チームのメンバー。デリカシーがない。ジェスとも仲良くなる。これによりニッキーとジェスの橋渡し役を担うこともある。
- マキューエン - ロバート・テイラー（英語版）（中根徹）

ガリーガの敵対チームのオーナー。